# Friedrich Waldemar Sieg
Friedrich Waldemar Sieg (ur. 15 października 1858 w Elblągu, zm. 27 sierpnia 1939 w Sopocie) – gdański przedsiębiorca i armator, włoski urzędnik konsularny.

## Życiorys
Syn Carla Roberta, kupca i właściciela fabryki. Uczęszczał do gimnazjum realnego w Elblągu, przeszedł praktykę w firmie żeglugowej F.G. Reinhold w Gdańsku (1876–). Odbył służbę wojskową, którą ukończył jako oficer rezerwy (1880). Pracował w firmie handlowej Cohn und Hannenberg (1880–), następnie w firmie żeglugowej Johannes Ick. Utworzył z Emilem O. Behnke firmę handlowo-żeglugową Behnke und Sieg (1890), i żeglugową Danziger Reederei AG (1895). W 1912 na bazie firmy Behnke und Sieg Friedrich Waldemar Sieg powołał firmę Sieg & Co., która zajmowała się handlem węglem i koksem oraz obsługą statków i żeglugi w porcie gdańskim (do 1945). Był członkiem rad szeregu gdańskich towarzystw żeglugowych, w których wielu posiadał udziały, radnym miasta Gdańska (1900–1906) oraz konsulem Włoch w Gdańsku (1907–1915).